# 尼泊尔共产党马列（社会主义者）
尼泊尔共产党马列（社会主义者）是尼泊尔的一个已不存在的共产主义政党。该党成立于2010年8月6日，分裂自尼泊尔共产党（马列） (2002年)。2013年4月，该党和尼泊尔共产党（统一）、尼泊尔共产党（联合马克思主义）、尼泊尔马克思主义共产党、反叛马列和独立思想团体合并为尼泊尔共产党 (2013年)。